# Albert Lavignac
Albert Lavignac (Parigi, 21 gennaio 1846 – Parigi, 28 maggio 1916) è stato un teorico della musica e compositore francese.

## Biografia
Lavignac studiò con Antoine François Marmontel, François Benoît Hoffmann e Ambroise Thomas al Conservatorio di Parigi, dove in seguito ha insegnato armonia. Furono suoi allievi Henri Casadesus, Claude Debussy, Vincent d'Indy, Amédée Gastoué, Philipp Jarnach, Henri O'Kelly, Gabriel Pierné e Florent Schmitt.
Nel marzo del 1864, all'età di diciotto anni, diresse suonando l'harmonium alla prima privata della Petite messe solennelle di Gioachino Rossini.
La sua opera, La Musique et les Musiciens, forma una panoramica della grammatica e dei materiali musicali, e ha continuato a essere ristampata anni dopo la sua morte. Nell'opera si trovano le caratteristiche particolari degli strumenti e di ciascuna chiave  in qualche modo riconducibili a Berlioz e Gevaert (Traité d'orchestration, Gand, 1863, p.189).

## Principali pubblicazioni

### Encyclopédie de la Musique
1. Prima parte : Histoire de la Musique, in 5 volumi, 3395 pagine, 1913-1922;
  1. Antiquité - Moyen Âge;
  2. Italie - Allemagne;
  3. France - Belgique - Angleterre;
  4. Espagne - Portugal;
  5. Russie - Pologne - Finlande - Scandinavie - Suisse - Autriche - Hongrie - Bohème - Tziganes - Roumanie - Arabes - Turquie - Perse - Thibet - Birmanie - Indochine - Indes néerlandaises - Éthiopie - Afrique méridionale - Madagascar - Canaries - États-Unis - Indiens - Mexique - Pérou - Équateur - Bolivie;
2. Seconda parte : Technique - Esthétique - Pédagogie, in 6 volumi, 3920 pagine, 1925-1931;
  1. Tendances de la musique, technique générale;
  2. Physiologie vocale et auditive, technique vocale et instrumentale;
  3. Technique instrumentale - Instruments à vent, instruments à percussion, instruments à cordes, instruments automatiques;
  4. Orchestration, musique liturgique des différents cultes;
  5. Esthétique;
  6. Pédagogie, écoles, concerts, théâtres.

### Altre opere
- Cours complet théorique et pratique de dictée musicale (1882);
- École de la pédale (1889);
- La Musique et les Musiciens (1895);
- Le Voyage artistique à Bayreuth (1897);
- Les Gaietés du Conservatoire, éd. Delagrave, 1899;
- L'Éducation Musicale (1902).